# Liste des députés de la Communauté française de Belgique (2004-2009)
Le parlement de la Communauté française de Belgique élu en 2004 comptait 94 députés:
- 75 députés élus au suffrage universel direct
- 19 députés élus par les députés francophones du Parlement bruxellois en leur sein ().

Dix députés sont délégués au sénat comme sénateur de communauté ().
Les députés ayant prêté serment en allemand sont remplacés par leur suppléants respectifs.

## Partis représentés

### Parti socialiste(40)
1. Patrick Avril
2. Marc Barvais remplace Didier Donfut[1]
3. Maurice Bayenet
4. Maurice Bodson remplace Willy Taminiaux[1]
5. Sfia Bouarfa
6. Pol Calet
7. Ingrid Colicis
8. Christophe Collignon
9. Frédéric Daerden
10. Mohammed Daïf
11. Marc de Saint Moulin
12. Freddy Deghilage
13. Maurice Dehu
14. Paul-Olivier Delannois
15. Laurent Devin
16. Béa Diallo
17. Nicole Docq remplace Claude Eerdekens[2] (3.7.07)
18. Isabelle Emmery
19. Françoise Fassiaux-Looten
20. Paul Ficheroulle remplace Christian Dupont[1]
21. Paul Furlan
22. Jacques Gennen remplace Philippe Courard[1]
23. José Happart
24. Jean-François Istasse, président
25. Véronique Jamoulle
26. Charles Janssens
27. Joëlle Kapompolé
28. Jean-Charles Luperto
29. Robert Meureau
30. Guy Milcamps
31. Alain Onkelinx remplace Willy Demeyer[3](29.6.05)
32. Sébastian Pirlot remplace Daniel Henri Ledent[4]
33. Daniel Senesael
34. Isabelle Simonis
35. Véronique Bonni remplace Edmund Stoffels[5]
36. Éliane Tillieux
37. Jean-Claude Van Cauwenberghe
38. Rudi Vervoort
39. Pierre Wacquier remplace Rudy Demotte[1]
40. Léon Walry, chef de groupe

### Mouvement réformateur(27)
1. Claude Ancion remplace Michel Foret[6] (6.10.04)
2. Anne Barzin remplace Denis Mathen[6] (17.1.07)
3. Françoise Bertieaux
4. Chantal Bertouille, chef de groupe
5. Véronique Bidoul
6. Willy Borsus
7. Philippe Bracaval remplace Jean-Luc Crucke[2] (3.7.07)
8. Caroline Cassart-Mailleux
9. Véronique Cornet
10. Jean-Pierre Dardenne
11. Olivier de Clippele
12. Brigitte Defalque
13. Christine Defraigne
14. Amina Derbaki Sbaï
15. Alain Destexhe
16. Philippe Fontaine
17. Hervé Jamar
18. Serge Kubla
19. Jean-Claude Meurens remplace Pierre-Yves Jeholet[2] (3.7.07)
20. Richard Miller
21. Marcel Neven
22. Florine Pary-Mille
23. Caroline Persoons
24. François Roelants du Vivier
25. Françoise Schepmans
26. Jean-Marie Séverin
27. Jean-Paul Wahl remplace Pierre Boucher[4] (19.7.06)

### Centre démocrate humaniste(17)
1. André Bouchat
2. Anne-Marie Corbisier-Hagon, chef de groupe
3. Julie de Groote
4. Michel de Lamotte
5. Carlo Di Antonio
6. André du Bus de Warnaffe
7. Jacques Étienne
8. Dimitri Fourny remplace Josy Arens[2] (3.7.07)
9. Céline Fremault
10. Marc Elsen remplace Herbert Grommes[5]
11. Benoît Langendries remplace André Antoine[1]
12. Michel Lebrun
13. Jean-Paul Procureur
14. Louis Smal
15. René Thissen
16. Monique Willocq remplace Christian Brotcorne[2] (3.7.07)
17. Damien Yzerbyt remplace Jean-Pierre Detremmerie (20.4.05)

### Front national(5)
1. Jean-Pierre Borbouse remplace Michel Delacroix[2] (3.7.07)
2. Daniel Huygens
3. Charles Petitjean
4. Charles Pire[5]
5. Audrey Rorive

### Ecolo(5)
1. Marcel Cheron, chef de groupe
2. Yves Reinkin remplace Monika Dethier-Neumann[5]
3. Josy Dubié
4. Paul Galand
5. Bernard Wesphael